# 王子历险记
《王子历险记》（瑞典語：Mio min Mio）是一部1987年的奇幻电影，由弗拉基米尔·格拉马蒂科夫执导，克里斯多福·李、克里斯汀·貝爾、尼古拉斯·皮卡德、蒂莫西·博特姆斯和苏珊娜·约克主演。影片改编自阿斯特麗德·林格倫1954年创作的小说《米歐，我的米歐》，讲述了一个来自斯德哥尔摩的男孩来到异世界的奇幻王国，将这片土地从邪恶骑士的压迫下解放出来的故事。

### 一般参考文献和引文
- . 综艺. 1987, (1987-08-26).
- Grant, John. . Clute, John; Grant, John  (编). . New York: St. Martin's Griffin. 1997: 558.
- Holmlund, Christine. . 电影杂志（英语：Cinema Journal）. 2003, 42.2 (2003年冬): 3–24. doi:10.1353/cj.2003.0005.
- Shen, Ten. . 芝加哥读者报（英语：Chicago Reader）. 2004, (2004-01-10)  [2008-07-11].
- Skipp, James. . Dreamwatch（英语：Dreamwatch）. 2007, (2007-03-12)  [2008-07-02]. （原始内容存档于2013-01-22）.